# Wilhelm Pfeffer
Wilhelm Friedrich Philipp Pfeffer, född 9 mars 1845 i Grebenstein (Kassel), död 31 januari 1920 i Leipzig, var en tysk botaniker och växtfysiolog.
Pfeffer blev filosofie doktor 1865, docent i botanik i Marburg 1871, extra ordinarie professor i Bonn 1873, ordinarie professor i Basel 1877, i Tübingen 1878 och i Leipzig 1887. Han var ursprungligen farmaceut men inriktade sig tidigt mot botaniken. Pfeffers första arbeten behandlade mossornas floristik och geografiska utbredning och högre kryptogamers och en del blomväxters embryologi och utvecklingshistoria. Genom dessa undersökningen fördes han över mot utvecklingsfysiologin och växtfysiologin i allmänhet, där han forskade inom vitt skilda områden.
Växtens byggnadsämnen, dessas kemi och förvandlingar har han framställt i en mängd avhandlingar. Pfeffer utforskade de yttre, fysiska krafters inflytande på växternas ämnesomsättning, tillväxt och rörelser i sina viktiga, i många fall grundläggande arbeten. På så sätt ledde han denna vetenskapsgren på den empiriska forskningens väg. Pfeffer grundlade bland annat forskningen om kemotaxis.
Doktorander från flera olika länder sökte undervisning med Pfeffer som handledare. Pfeffer utgav efter Nathanael Pringsheims död 1894 dennes "Botanische Jahrbücher" (tillsammans med Eduard Strasburger och efter dennes död, 1912, ensam). Pfeffer blev ledamot av Kungliga Vetenskaps-Societeten i Uppsala 1894, av Kungliga fysiografiska sällskapet i Lund 1895 och av Kungliga Vetenskapsakademien 1897.